# Yann Gozlan
Pour l’article homonyme, voir Gozlan.
Yann Gozlan est un réalisateur, scénariste et producteur associé français, né le 28 mars 1977 à Aubervilliers (Seine-Saint-Denis).

## Biographie

### Jeunesse et formations
Yann Gozlan naît le 28 mars 1977 à Aubervilliers, en Seine-Saint-Denis. Il suit des études d'économie à l'université Paris IX Dauphine, mais sa passion pour le cinéma le pousse à changer de voie : il s'inscrit, en 1999, à l'université Paris VIII Saint Denis en section cinéma.

### Carrière
Après avoir tourné des films expérimentaux en vidéo et super8, Yann Gozlan part à la recherche d'un producteur pour son premier court métrage Pellis. Finalisé en 2003, le film dépeint l'univers de la dermatologie et des maladies psychosomatiques. Suivra Écho en 2006 avec dans le rôle principal Lubna Azabal qui interprète une femme enceinte souffrant d'acouphènes et se sentant persécutée par les bruits inexpliqués de son appartement où elle est recluse. Le film reçoit le Prix du court métrage au festival de Gérardmer.
À la suite de cette récompense, Sombrero Films propose alors au jeune réalisateur de produire son premier long métrage, Captifs, un film d'épouvante sur fond de trafic d'organes, qui sort en 2010. Le film obtient la même année deux prix (meilleure actrice et meilleur film) au Screamfest Horror Film Festival (en) de Los Angeles aux États-Unis.
Le réalisateur poursuit sa collaboration avec le scénariste Guillaume Lemans, débutée lors du film Captifs, pour se lancer dans l'écriture d'Un homme idéal, thriller psychologique traitant de la spirale du mensonge et de l'imposture. Le film sort en salle en 2015 avec Pierre Niney dans le rôle principal.
L'année suivante, toujours accompagné de Guillaume Lemans, il écrit le scénario de Burn Out librement inspiré d'un roman noir Balancé dans les cordes de Jérémie Guez. Mêlant les courses de moto Superbike au trafic de drogue en cité, ce thriller d'action immersif et sensoriel sort en janvier 2018 avec François Civil dans le rôle titre.
Parallèlement à ses réalisations, Yann Gozlan collabore avec son ami Thomas Kruithof au scénario de La Mécanique de l'ombre, sorti sur les écrans en 2017 et interprété par François Cluzet.
Dans le même temps, en compagnie du producteur Wassim Béji, il s'intéresse au roman D'après une histoire vraie de Delphine de Vigan, dont il devient producteur associé. L'adaptation homonyme réalisée par Roman Polanski sort en salle fin 2017 avec Emmanuelle Seigner et Eva Green.

## Filmographie

### Réalisateur et scénariste

#### Longs métrages
- 2010 : Captifs
- 2015 : Un homme idéal
- 2017 : Burn Out
- 2021 : Boîte noire
- 2023 : Visions
- 2025 : Dalloway
- 2026 : Gourou

#### Courts métrages
- 2004 : Pellis
- 2006 : Écho

### Autres
- depuis 1991 : Dias de cine (série télévisée) - lui-même
- 2009 - 2011 : J'irai loler sur vos tombes (talk-show) - lui-même
- 2017 : La Mécanique de l'ombre de Thomas Kruithof - coscénariste
- 2017 : D'après une histoire vraie de Roman Polanski - producteur associé

## Distinctions

### Récompenses
- Festival du Film Court de Villeurbanne 2003 : prix du Jury pour Pellis
- Festival de Gérardmer 2007 : grand prix du court métrage Echo
- Screamfest de Los Angeles 2010 :
  - Meilleur réalisateur
  - Meilleure actrice
- Festival Reims Polar 2021 : prix du public pour Boîte Noire
- Festival francophone d'Angoulême 2021: prix du public pour Boîte Noire

### Nomination
- César 2022 : meilleur scénario original pour Boîte noire